# Dom Szachowy im. Tigrana Petrosjana
Dom Szachowy im. Tigrana Petrosjana – budynek w Erywaniu, stolicy Armenii. Został otwarty w 1970 roku. Obiekt stanowi centrum szachowe Erywania.
Obiekt został wybudowany w latach 1967–1970. Budynek powstał na planie trójkąta, w stylu późnosowieckiego modernizmu, a jego głównym architektem była Zhanna Meshcheryakova. W 1984 roku nadano mu imię Tigrana Petrosjana, byłego mistrza świata w szachach, który osobiście położył kamień węgielny pod budowę obiektu. Budynek stanowi centrum gry w szachy, w jego pomieszczeniach odbywają się zarówno gry rekreacyjne, jak również mecze rankingowe, w tym krajowe mistrzostwa czy Memoriał im. Tigrana Petrosjana.